# Departament zamorski
Departament zamorski (fr. département d'outre-mer, DOM) – nazwa francuskiego terytorium zależnego na prawach departamentu, wprowadzona w 1946 roku. Działają one na tych samych zasadach, co departamenty Francji metropolitalnej. Każdy z nich tworzy jednocześnie region administracyjny, składający się z jednego departamentu.
Obecnie jest to 5 departamentów o łącznej powierzchni ponad 89 tys. km² i ok. 2,2 mln ludności.
| Departament zamorski | Numer | Powierzchnia w km² | Ludność (2023) | Stolica        |
| -------------------- | ----- | ------------------ | -------------- | -------------- |
| Gwadelupa            | 971   | 1 780              | 375 845        | Basse-Terre    |
| Martynika            | 972   | 1 128              | 347 686        | Fort-de-France |
| Gujana Francuska     | 973   | 83 534             | 301 099        | Cayenne        |
| Reunion              | 974   | 2 546              | 873 102        | Saint-Denis    |
| Majotta              | 976   | 374                | 310 022        | Mamoudzou      |

W wyniku referendum przeprowadzonego 29 marca 2009 Majotta została 31 marca 2011 piątym departamentem zamorskim. Historycznie departamentami zamorskimi było 15 departamentów byłej Algierii Francuskiej do uzyskania przez nią niepodległości w 1962 r. oraz Saint-Pierre i Miquelon w latach 1976-85.